# توماس إنجل
توماس إنجل (بالإنجليزية: Thomas Engel) هو مجدف نيوزيلندي، ولد في القرن العشرين، وتوفي في 6 ديسمبر 1979.